# Constantius I

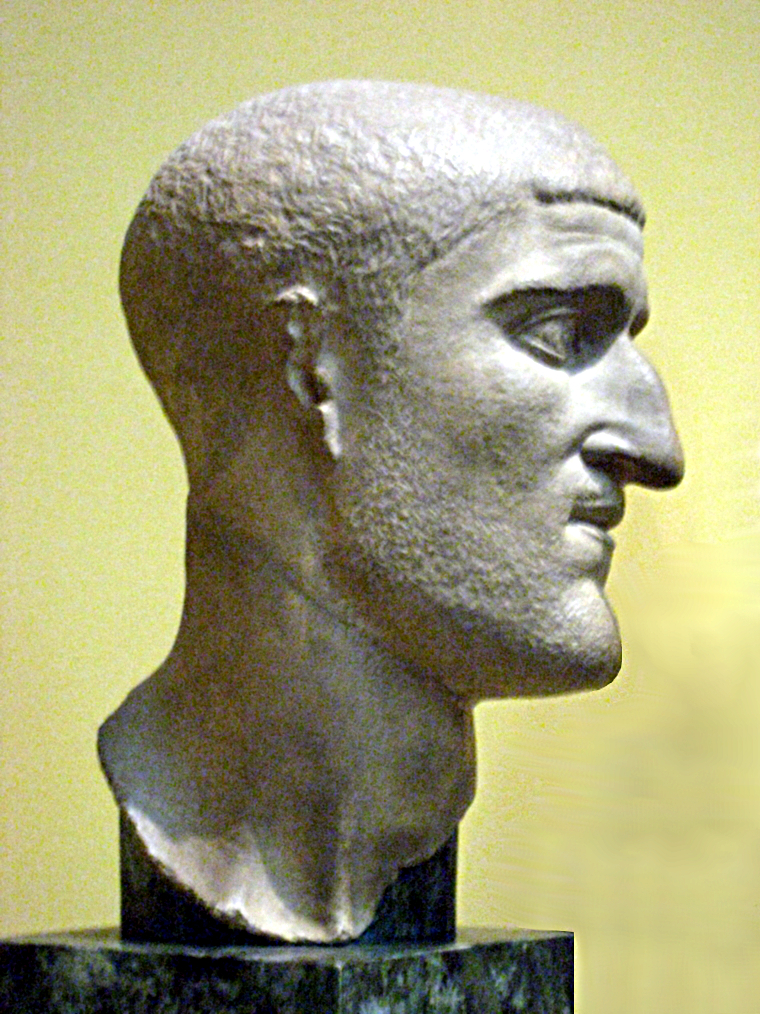
Constanțiu I

Gaius Flavius Valerius Constantius (n. 250 d.Hr., Dardania⁠(d), Prefectura pretoriană Illyricum, Roma Antică – d. 25 iulie 306 d.Hr., Eboracum, Imperiul Roman, Britannia⁠(d)) cunoscut și sub numele Constanțiu I sau Constantius Chlorus (din grec. χλωρός, „cel palid”), a fost împărat al Imperiului Roman de Apus (305–306). A fost tatăl lui Constantin cel Mare.

## Biografie
Născut într-o familie modestă din Illyria, Constanțiu îmbrățișează cariera armelor, devine prefect al pretoriului și este desemnat, la 1 martie 293, în cadrul primei tetrahii, caesar al lui Maximian, răspunzător de guvernarea Galliei, Hispaniei și Britanniei.
General energic și talentat, Constanțiu îl înlătură pe Allectus, lichidând secesiunea Britanniei (294) și respinge atacuri ale francilor și alamanilor la Rin (298).
În cadrul celei de-a doua tetrarhii (1 mai 305), Constanțiu este desemnat Augustus al Occidentului, dar moare la scurt timp la Eboracum (York), la 25 iulie 306.